# 1968 en science-fiction
| Années de la science-fiction : 1965 - 1966 - 1967 - 1968 - 1969 - 1970 - 1971    |
| Décennies de la science-fiction : 1930 - 1940 - 1950 - 1960 - 1970 - 1980 - 1990 |

L'année 1968 a été marquée, en matière de science-fiction, par les événements suivants.

## Naissances et décès

### Naissances
- 22 mai : Paul Melko, écrivain américain.
- 7 juillet : Tricia Sullivan, écrivain américaine.

### Décès
- 24 septembre : Arthur Sellings, écrivain britannique, mort à 47 ans.

## Prix

### Prix Hugo
- Roman : Seigneur de lumière (Lord of Light) par Roger Zelazny
- Roman court : Weyr Search par Anne McCaffrey et Le Cavalier du fiel ou le grand gavage (Riders of the Purple Wage) par Philip José Farmer (ex æquo)
- Nouvelle longue : En poussant les osselets (Gonna Roll the Bones) par Fritz Leiber
- Nouvelle courte : Je n'ai pas de bouche et il faut que je crie (I Have No Mouth, and I Must Scream) par Harlan Ellison
- Film ou série : Contretemps (Star Trek), écrit par Harlan Ellison
- Magazine professionnel : If
- Artiste professionnel : Jack Gaughan
- Magazine amateur : Amra (George Scithers, éd.)
- Écrivain amateur : Ted White
- Artiste amateur : George Barr
- Prix spécial : Harlan Ellison pour Dangereuses Visions
- Prix spécial : Gene Roddenberry pour Star Trek

### Prix Nebula
- Roman : Rite de passage (Rite of Passage) par Alexei Panshin
- Roman court : Dragonrider par Anne McCaffrey
- Nouvelle longue : Pastorale pour une Terre qui meurt (Mother to the World) par Richard Wilson
- Nouvelle courte : Les Planificateurs (The Planners) par Kate Wilhelm

### Prix E. E. Smith Mémorial
- Lauréat : John W. Campbell

## Parutions littéraires

### Romans
- Les Ailes de la nuit par Robert Silverberg.
- Les androïdes rêvent-ils de moutons électriques ? par Philip K. Dick.
- Le Chasch par Jack Vance.
- Des hommes et des monstres par William Tenn.
- Les Déportés du Cambrien par Robert Silverberg.
- Le Maître du passé par Raphael Aloysius Lafferty.
- Le Monde de Satan par Poul Anderson.
- La Nuit des temps par René Barjavel.
- Le Sceptre du hasard par Gérard Klein.
- Tous à Zanzibar par John Brunner.

### Recueils de nouvelles et anthologies
- Histoires mystérieuses par Isaac Asimov.
- Après l'éternité par A. E. van Vogt.

### Nouvelles
- La Bête qui criait amour au cœur du monde par Harlan Ellison.
- Le Détail clé par Isaac Asimov.
- Exil en enfer par Isaac Asimov.
- Fais de beaux rêves, Mélissapar Stephen Goldin.
- Je vois un homme assis dans un fauteuil, et le fauteuil lui mord la jambe par Harlan Ellison et Robert Sheckley.

### Bandes dessinées
- Vol 714 pour Sydney, 22e album de la série Les Aventures de Tintin, écrit et dessiné par Hergé.

## Sorties audiovisuelles

### Films
- 2001, l'Odyssée de l'espace par Stanley Kubrick.
- Barbarella par Roger Vadim.
- Bataille au-delà des étoiles par Kinji Fukasaku.
- Charly par Ralph Nelson.
- Les Chevaliers des rêves (Automat na prání, sorti en 1967 en Tchécoslovaquie) par Josef Pinkava.
- Danger : Diabolik ! par Mario Bava.
- Les envahisseurs attaquent par Ishirō Honda.
- Je t'aime, je t'aime par Alain Resnais.
- La Guerre des cerveaux par Byron Haskin.
- La planète des singes par Franklin J. Schaffner.
- Le Peuple des abîmes par Michael Carreras.
- Le Joueur de quilles par Jean-Pierre Lajournade.
- Ne jouez pas avec les Martiens par Henri Lanoë.
- Voyage to the Planet of Prehistoric Women par Peter Bogdanovich.